# Головин, Владимир Порфирьевич
Влади́мир Порфи́рьевич Голови́н — советский хозяйственный, государственный и политический деятель.

## Биография
Родился 25 июля 1909 года в городе Чернь Тульской губернии. Член ВКП(б) с 1931 года.
Окончил факультет чёрной металлургии Уральского индустриального института (1936). В 1936—1939 гг. — аспирант, одновременно зам. декана факультета, начальник учебно-производственного отдела, зам. секретаря парткома Уральского индустриального института.
В сентябре 1939 — январе 1940 г. — председатель Свердловского горсовета, в январе 1940 — мае 1947 — председатель Свердловского горисполкома.
С августа 1947 г. — на советской работе в Татарской АССР: председатель Казанского горисполкома (до июня 1952 г.), председатель Казанского облисполкома (до апреля 1953 г.), затем зам. председателя Совета министров Татарской АССР.
Избирался депутатом Верховного Совета РСФСР 2-го и 3-го созыва.
Награждён медалью «За победу над Германией в Великой Отечественной войне 1941—1945 гг.».